# Годлевський Михайло Дмитрович
Миха́йло Дми́трович Годле́вський (*27 травня 1950) — український науковець у галузі автоматизованих систем управління. Доктор технічних наук, академік Академії наук вищої школи з напрямку «Інформатика і прикладна математика».

## Життєпис
Народився у Харкові. Закінчив у 1973 р. Харківський політехнічний інститут за спеціальністю «Динаміка польоту та управління», кваліфікація інженер-дослідник.
У 1975—1977 рр. — молодший науковий співробітник, 1977—1980 рр. — асистент,
1980—1983 рр. — старший викладач, 1983—1990 рр. — доцент, із 1990 р. — завідувач кафедри «Автоматизовані системи управління» НТУ «ХПІ».
Фундатор наукової школи управління розвитком складних розподілених систем. Опубліковано 112 наукових робіт, з них 2 монографії.
Підготував 12 кандидатів наук. Науковий консультант двох захищених докторських дисертацій.
Член науково-методичної комісії МОН України з напрямку «Комп'ютерні науки». Член експертної ради з комп'ютерних наук і технологій та національної безпеки державної акредитаційної комісії України. Член експертної ради ВАК України з інформатики та приладобудування.
Заступник голови спеціалізованої вченої ради по захисту докторських дисертацій у НТУ «ХПІ». Член спеціалізованої вченої ради по захисту докторських дисертацій у НАКУ імені М. Є. Жуковського «Харківський авіаційний інститут». Відповідальний редактор збірки наукових праць "Вісник НТУ «ХПІ», тематичний випуск «Системний аналіз, управління та інформаційні технології». Член редакційних колегій низки технічних збірок та журналів України.
Член редакційної колегії «Східно-Європейського журналу передових технологій» з напрямку інформаційні технології та системи керування.

## Нагороди
- Почесна грамота Харківської обласної державної адміністрації;
- Диплом учасника обласного конкурсу «Вища школа Харківщини — найкращі імена» (номінація «Завідувач кафедри»);
- іменний годинник губернатора Харківської області;
- іменна стипендія Харківської обласної державної адміністрації 2009 р. імені В. В. Свиридова у галузі інформатики та комп'ютерних наук для видатних вчених.

## Джерело
- інформація на сайті АН ВШ